# Одеська телевежа
Оде́ська телеве́жа — суцільнометалева просторова ґратована телевізійна вежа в Одесі. Спорудження телевежі завершене у жовтні 1958 року. Висота — 199 метрів (основа — 180 метрів та шпиль 19 метрів).

## Опис
Вежа побудована за типовим проектом 3803-КМ (34084-КМ). До висоти 155 метрів — пираміда с переломами поясів на 32 и 64 метрах. Далі призма базою 1,75х1,75 метри висотою 25 метрів. Верхній майданчик 2,5х2,5 метра на відмітці 180 метрів и труба для турникетної антени.
За цим проектом побудовані і тому однакові, наступні вежі: Андріївська (Черняхівська), Білопільська, Донецька, Івано-Франківська, Кам'янська, Кропивницька, Луганська, Львівська, Одеська, Подільська, Черкаська, Чернівецька і ряд інших.
На даний момент з антен телевежі ведеться мовлення  4 цифрових телевізійних мультиплексів та FM радіостанцій
Як заявив голова Одеського ОРТПЦ, Валерій Волков, керівництво підприємства планує звести нову одеську телевежу, що сягатиме 300 метрів заввишки та матиме покриття 60 кілометрів. За його словами, будівництво мало завершитись 2015 році і до того часу стара телевежа мала бути призначеною для мовлення тільки у аналоговому форматі, а також використовуватися для радіотрансляцій і мобільного зв'язку.

## Радіостанції, які транслює одеська телевежа
- 72.14 — Радіо Культура
- 87.5 — Перше радіо FM1
- 89.7 — Європа Плюс
- 90.2 — Radio ROKS
- 91.0 — Країна ФМ
- 101.0 — Хіт FM
- 102.7 — Перше міське радіо
- 103.2 — Народне Радіо
- 103.8 — Град FM
- 104.9 — Радіо Байрактар
- 105.3 — Просто Раді.О
- 106,0 — Radio City
- 107.0 — Radio Miami

## Телебачення

### Цифрове мовлення
- 8. 7-й мультиплекс
- 23. 5-й мультиплекс
- 27. Регіональний цифровий мультиплекс
- 32. 2-й мультиплекс
- 39. 3-й мультиплекс
- 43. 1-й мультиплекс
- 48. Місцевий мультиплекс